# Meresankh IV
Meresankh IV (Mr=s ˁnḫ, "La que estima la vida") va ser una reina egípcia de la V Dinastia. Tot i que algunes fonts diuen que es desconeix qui era el seu marit, d'altres suggereixen que va ser el faraó Menkauhor Kaiu. També és possible que Meresankh fos l'esposa de Djedkare Isesi.
Meresankh IV potser va tenir com a fills a Raemka i Kaemtjenent. La seva relació familiar es basa en la datació general dels seus monuments i mastabes de Saqqara. És possible que Kaemtjenent fos un fill del rei Djedkare en lloc de Menkauhor.
Va ser enterrada a la tomba 82 a Saqqara - tomba D5 a la mastaba segons Auguste Mariette. La tomba només tenia una cambra i no hi havia inscripcions a les parets. El text que registra Meresankh prové d'una estela trobada a la tomba juntament amb un serdab.

## Títols
Els títols coneguts de Meresankh IV eren els següents:
- Gran del ceptre hetes
- Esposa del Rei, Gran d’elogis
- La que veu Horus i Seth
- Sacerdotessa de Thoth
- Sacerdotessa de Tjazepef
- Directora dels carnissers de la casa d’acàcia
- Assistent d’Horus
- Companya d'Horus
- Consort de l'estimat de les Dues Dames
- Companya d'Horus